# Đội tuyển bóng đá quốc gia Cộng hòa Séc
Đội tuyển bóng đá quốc gia Cộng hòa Séc (tiếng Séc: Česká fotbalová reprezentace) là đội tuyển bóng đá quốc gia do Hiệp hội bóng đá Cộng hòa Séc điều hành. Sau khi Tiệp Khắc bị giải thể và tách ra thành Cộng hòa Séc và Slovakia, đội tuyển quốc gia Cộng hòa Séc đã ra đời.
Cộng hòa Séc đoạt giải nhì Euro 96, lọt vào bán kết Euro 2004 và vị trí thứ 3 của Confed Cup 1997. Năm 2006 đội lọt vào vòng chung kết World Cup lần đầu tiên với tư cách là quốc gia độc lập.

## Sân vận động
10 thành phố khác nhau đã tổ chức các trận đấu của đội tuyển quốc gia Cộng hòa Séc từ năm 1994 đến năm 2011. Sân vận động Generali Arena của AC Sparta Praha là phổ biến nhất. Tính đến ngày 3 tháng 6 năm 2014, đội đã chơi 36 trên 92 trận sân nhà ở đó. Từ năm 2012, các trận đấu cạnh tranh cũng đã tổ chức tại Doosan Arena, Plzeň.
Các sân vận động đã tổ chức các trận đấu bóng đá quốc tế của Cộng hòa Séc:
| Số trận đấu | Sân vận động                                    | T  | H | B  | Trận đấu quốc tế đầu tiên | Trận đấu quốc tế gần đây nhất |
| ----------- | ----------------------------------------------- | -- | - | -- | ------------------------- | ----------------------------- |
| 44          | Generali Arena, Praha                           | 25 | 7 | 12 | 26 tháng 4 năm 1995       | 14 tháng 10 năm 2019          |
| 20          | Na Stínadlech, Teplice                          | 18 | 1 | 1  | 18 tháng 9 năm 1996       | 11 tháng 9 năm 2012           |
| 12          | Sân vận động Sinobo, Praha                      | 5  | 3 | 4  | 27 tháng 5 năm 2008       | 11 tháng 10 năm 2019          |
| 10          | Sân vận động Andrův, Olomouc                    | 7  | 0 | 3  | 25 tháng 3 năm 1998       | 10 tháng 6 năm 2019           |
| 5           | Bazaly, Ostrava                                 | 4  | 0 | 1  | 25 tháng 5 năm 1994       | 16 tháng 8 năm 2000           |
| 5           | Doosan Arena, Plzeň                             | 5  | 0 | 0  | 12 tháng 10 năm 2012      | 14 tháng 11 năm 2019          |
| 4           | Sân vận động Nisy, Liberec                      | 4  | 0 | 0  | 4 tháng 6 năm 2005        | 11 tháng 8 năm 2010           |
| 3           | Sân vận động Střelnice, Jablonec                | 3  | 0 | 0  | 4 tháng 9 năm 1996        | 5 tháng 6 năm 2009            |
| 3           | Sân vận động Městský, Ostrava                   | 2  | 1 | 0  | 26 tháng 3 năm 1996       | 11 tháng 10 năm 2016          |
| 3           | Městský stadion, Uherské Hradiště               | 1  | 0 | 2  | 16 tháng 8 năm 2006       | 6 tháng 9 năm 2018            |
| 2           | Sân vận động Evžena Rošického, Praha            | 1  | 1 | 0  | 24 tháng 4 năm 1996       | 18 tháng 8 năm 2004           |
| 2           | Sportovní areál, Drnovice                       | 2  | 0 | 0  | 18 tháng 8 năm 1999       | 15 tháng 8 năm 2001           |
| 2           | Sân vận động Městský, Mladá Boleslav            | 1  | 1 | 0  | 31 tháng 8 năm 2016       | 15 tháng 11 năm 2016          |
| 1           | Sân vận động FC Bohemia Poděbrady, Poděbrady    | 1  | 0 | 0  | 26 tháng 2 năm 1997       | 26 tháng 2 năm 1997           |
| 1           | Sân vận động Za Lužánkami, Brno                 | 1  | 0 | 0  | 8 tháng 3 năm 1995        | 8 tháng 3 năm 1995            |
| 1           | Sân vận động Střelecký ostrov, České Budějovice | 1  | 0 | 0  | 29 tháng 3 năm 2011       | 29 tháng 3 năm 2011           |
| 1           | Sân vận động Městský, Ústí nad Labem            | 1  | 0 | 0  | 22 tháng 3 năm 2017       | 22 tháng 3 năm 2017           |

## Giải đấu

### Giải vô địch thế giới
| Năm                       | Thành tích               | Thứ hạng*                | Số trận                  | Thắng                    | Hòa**                    | Thua                     | Bàn thắng                | Bàn thua                 |
| Dưới tư cách Tiệp Khắc    | Dưới tư cách Tiệp Khắc   | Dưới tư cách Tiệp Khắc   | Dưới tư cách Tiệp Khắc   | Dưới tư cách Tiệp Khắc   | Dưới tư cách Tiệp Khắc   | Dưới tư cách Tiệp Khắc   | Dưới tư cách Tiệp Khắc   | Dưới tư cách Tiệp Khắc   |
| ------------------------- | ------------------------ | ------------------------ | ------------------------ | ------------------------ | ------------------------ | ------------------------ | ------------------------ | ------------------------ |
| 1930                      | Không tham dự            | Không tham dự            | Không tham dự            | Không tham dự            | Không tham dự            | Không tham dự            | Không tham dự            | Không tham dự            |
| 1934                      | Á quân                   | 2                        | 4                        | 3                        | 0                        | 1                        | 9                        | 6                        |
| 1938                      | Tứ kết                   | 5                        | 3                        | 1                        | 1                        | 1                        | 5                        | 3                        |
| 1950                      | Không tham dự            | Không tham dự            | Không tham dự            | Không tham dự            | Không tham dự            | Không tham dự            | Không tham dự            | Không tham dự            |
| 1954                      | Vòng 1                   | 14                       | 2                        | 0                        | 0                        | 2                        | 0                        | 7                        |
| 1958                      | Vòng 1                   | 9                        | 4                        | 1                        | 1                        | 2                        | 9                        | 6                        |
| 1962                      | Á quân                   | 2                        | 6                        | 3                        | 1                        | 2                        | 7                        | 7                        |
| 1966                      | Không vượt qua vòng loại | Không vượt qua vòng loại | Không vượt qua vòng loại | Không vượt qua vòng loại | Không vượt qua vòng loại | Không vượt qua vòng loại | Không vượt qua vòng loại | Không vượt qua vòng loại |
| 1970                      | Vòng 1                   | 15                       | 3                        | 0                        | 0                        | 3                        | 2                        | 7                        |
| 1974 đến 1978             | Không vượt qua vòng loại | Không vượt qua vòng loại | Không vượt qua vòng loại | Không vượt qua vòng loại | Không vượt qua vòng loại | Không vượt qua vòng loại | Không vượt qua vòng loại | Không vượt qua vòng loại |
| 1982                      | Vòng 1                   | 19                       | 3                        | 0                        | 2                        | 1                        | 2                        | 4                        |
| 1986                      | Không vượt qua vòng loại | Không vượt qua vòng loại | Không vượt qua vòng loại | Không vượt qua vòng loại | Không vượt qua vòng loại | Không vượt qua vòng loại | Không vượt qua vòng loại | Không vượt qua vòng loại |
| 1990                      | Tứ kết                   | 6                        | 5                        | 3                        | 0                        | 2                        | 10                       | 5                        |
| 1994                      | Không vượt qua vòng loại | Không vượt qua vòng loại | Không vượt qua vòng loại | Không vượt qua vòng loại | Không vượt qua vòng loại | Không vượt qua vòng loại | Không vượt qua vòng loại | Không vượt qua vòng loại |
| Dưới tư cách Cộng hòa Séc |                          |                          |                          |                          |                          |                          |                          |                          |
| 1998 đến 2002             | Không vượt qua vòng loại | Không vượt qua vòng loại | Không vượt qua vòng loại | Không vượt qua vòng loại | Không vượt qua vòng loại | Không vượt qua vòng loại | Không vượt qua vòng loại | Không vượt qua vòng loại |
| 2006                      | Vòng 1                   | 20                       | 3                        | 1                        | 0                        | 2                        | 3                        | 4                        |
| 2010 đến 2022             | Không vượt qua vòng loại | Không vượt qua vòng loại | Không vượt qua vòng loại | Không vượt qua vòng loại | Không vượt qua vòng loại | Không vượt qua vòng loại | Không vượt qua vòng loại | Không vượt qua vòng loại |
| 2026                      | Chưa xác định            | Chưa xác định            | Chưa xác định            | Chưa xác định            | Chưa xác định            | Chưa xác định            | Chưa xác định            | Chưa xác định            |
| Tổng cộng                 | 9/22 2 lần á quân        | 9/22 2 lần á quân        | 33                       | 12                       | 5                        | 16                       | 47                       | 49                       |

*Thứ hạng không chính thức dựa trên vòng đấu mà đội bóng lọt vào và điểm số đạt được so với các đội bóng cùng vào một vòng đấu.
**Tính cả các trận hòa ở các trận đấu loại trực tiếp phải giải quyết bằng sút phạt đền luân lưu.

### Giải vô địch châu Âu
| Năm                       | Thành tích               | Số trận                  | Thắng                    | Hòa                      | Thua                     | Bàn thắng                | Bàn thua                 |
| Dưới tư cách Tiệp Khắc    | Dưới tư cách Tiệp Khắc   | Dưới tư cách Tiệp Khắc   | Dưới tư cách Tiệp Khắc   | Dưới tư cách Tiệp Khắc   | Dưới tư cách Tiệp Khắc   | Dưới tư cách Tiệp Khắc   | Dưới tư cách Tiệp Khắc   |
| ------------------------- | ------------------------ | ------------------------ | ------------------------ | ------------------------ | ------------------------ | ------------------------ | ------------------------ |
| 1960                      | Hạng ba                  | 2                        | 1                        | 0                        | 1                        | 2                        | 3                        |
| 1964 đến 1972             | Không vượt qua vòng loại | Không vượt qua vòng loại | Không vượt qua vòng loại | Không vượt qua vòng loại | Không vượt qua vòng loại | Không vượt qua vòng loại | Không vượt qua vòng loại |
| 1976                      | Vô địch                  | 2                        | 1                        | 1                        | 0                        | 5                        | 3                        |
| 1980                      | Hạng ba                  | 4                        | 1                        | 2                        | 1                        | 5                        | 4                        |
| 1984 đến 1992             | Không vượt qua vòng loại | Không vượt qua vòng loại | Không vượt qua vòng loại | Không vượt qua vòng loại | Không vượt qua vòng loại | Không vượt qua vòng loại | Không vượt qua vòng loại |
| Dưới tư cách Cộng hòa Séc |                          |                          |                          |                          |                          |                          |                          |
| 1996                      | Á quân                   | 6                        | 2                        | 2                        | 2                        | 7                        | 8                        |
| 2000                      | Vòng 1                   | 3                        | 1                        | 0                        | 2                        | 3                        | 3                        |
| 2004                      | Bán kết                  | 5                        | 4                        | 0                        | 1                        | 10                       | 5                        |
| 2008                      | Vòng 1                   | 3                        | 1                        | 0                        | 2                        | 4                        | 6                        |
| 2012                      | Tứ kết                   | 4                        | 2                        | 0                        | 2                        | 4                        | 6                        |
| 2016                      | Vòng 1                   | 3                        | 0                        | 1                        | 2                        | 2                        | 5                        |
| 2020                      | Tứ kết                   | 5                        | 2                        | 1                        | 2                        | 6                        | 4                        |
| 2024                      | Vòng 1                   | 3                        | 0                        | 1                        | 2                        | 3                        | 5                        |
| 2028                      | Chưa xác định            | Chưa xác định            | Chưa xác định            | Chưa xác định            | Chưa xác định            | Chưa xác định            | Chưa xác định            |
| 2032                      | Chưa xác định            | Chưa xác định            | Chưa xác định            | Chưa xác định            | Chưa xác định            | Chưa xác định            | Chưa xác định            |
| Tổng cộng                 | 1 lần vô địch            | 40                       | 15                       | 8                        | 17                       | 51                       | 52                       |

*Tính cả các trận hòa ở các trận đấu loại trực tiếp phải giải quyết bằng sút phạt đền luân lưu.

### Cúp Liên đoàn các châu lục
| Năm       | Thành tích                | Số trận                   | Thắng                     | Hòa*                      | Thua                      | Bàn thắng                 | Bàn thua                  |
| --------- | ------------------------- | ------------------------- | ------------------------- | ------------------------- | ------------------------- | ------------------------- | ------------------------- |
| 1992      | Không giành quyền tham dự | Không giành quyền tham dự | Không giành quyền tham dự | Không giành quyền tham dự | Không giành quyền tham dự | Không giành quyền tham dự | Không giành quyền tham dự |
| 1995      | Không giành quyền tham dự | Không giành quyền tham dự | Không giành quyền tham dự | Không giành quyền tham dự | Không giành quyền tham dự | Không giành quyền tham dự | Không giành quyền tham dự |
| 1997      | Hạng ba                   | 5                         | 2                         | 1                         | 2                         | 10                        | 7                         |
| 1999      | Không giành quyền tham dự | Không giành quyền tham dự | Không giành quyền tham dự | Không giành quyền tham dự | Không giành quyền tham dự | Không giành quyền tham dự | Không giành quyền tham dự |
| 2001      | Không giành quyền tham dự | Không giành quyền tham dự | Không giành quyền tham dự | Không giành quyền tham dự | Không giành quyền tham dự | Không giành quyền tham dự | Không giành quyền tham dự |
| 2003      | Không giành quyền tham dự | Không giành quyền tham dự | Không giành quyền tham dự | Không giành quyền tham dự | Không giành quyền tham dự | Không giành quyền tham dự | Không giành quyền tham dự |
| 2005      | Không giành quyền tham dự | Không giành quyền tham dự | Không giành quyền tham dự | Không giành quyền tham dự | Không giành quyền tham dự | Không giành quyền tham dự | Không giành quyền tham dự |
| 2009      | Không giành quyền tham dự | Không giành quyền tham dự | Không giành quyền tham dự | Không giành quyền tham dự | Không giành quyền tham dự | Không giành quyền tham dự | Không giành quyền tham dự |
| 2013      | Không giành quyền tham dự | Không giành quyền tham dự | Không giành quyền tham dự | Không giành quyền tham dự | Không giành quyền tham dự | Không giành quyền tham dự | Không giành quyền tham dự |
| 2017      | Không giành quyền tham dự | Không giành quyền tham dự | Không giành quyền tham dự | Không giành quyền tham dự | Không giành quyền tham dự | Không giành quyền tham dự | Không giành quyền tham dự |
| Tổng cộng | Hạng ba                   | 5                         | 2                         | 1                         | 2                         | 10                        | 7                         |

*Tính cả các trận hòa ở các trận đấu loại trực tiếp phải giải quyết bằng sút phạt đền luân lưu.

### UEFA Nations League
| Mùa giải  | Hạng đấu  | Bảng          | Pos           | Pld           | W             | D             | L             | GF            | GA            |
| --------- | --------- | ------------- | ------------- | ------------- | ------------- | ------------- | ------------- | ------------- | ------------- |
| 2018–19   | B         | 1             | 2nd           | 4             | 2             | 0             | 2             | 4             | 4             |
| 2020–21   | B         | 2             | 2nd           | 6             | 4             | 0             | 2             | 9             | 5             |
| 2022–23   | A         | Chưa xác định | Chưa xác định | Chưa xác định | Chưa xác định | Chưa xác định | Chưa xác định | Chưa xác định | Chưa xác định |
| Tổng cộng | Tổng cộng | –             | –             | 10            | 6             | 0             | 4             | 13            | 9             |

## Cầu thủ
Đội hình 26 cầu thủ dưới đây tham dự UEFA Euro 2020.

Số liệu thống kê tính đến ngày 3 tháng 7 năm 2021 sau trận gặp Đan Mạch.

| Số | VT | Cầu thủ                      | Ngày sinh (tuổi) | Trận | Bàn | Câu lạc bộ       |
| -- | -- | ---------------------------- | ---------------- | ---- | --- | ---------------- |
| 1  | TM | Tomáš Vaclík                 | 29 tháng 3, 1989 | 42   | 0   | Sevilla          |
| 16 | TM | Aleš Mandous                 | 21 tháng 4, 1992 | 1    | 0   | Sigma Olomouc    |
| 23 | TM | Tomáš Koubek                 | 14 tháng 4, 1992 | 11   | 0   | FC Augsburg      |
|    |    |                              |                  |      |     |                  |
| 2  | HV | Pavel Kadeřábek              | 25 tháng 4, 1992 | 48   | 3   | 1899 Hoffenheim  |
| 3  | HV | Ondřej Čelůstka              | 18 tháng 6, 1989 | 31   | 3   | Sparta Prague    |
| 4  | HV | Jakub Brabec                 | 6 tháng 8, 1992  | 22   | 1   | Viktoria Plzeň   |
| 5  | HV | Vladimír Coufal              | 22 tháng 8, 1992 | 21   | 1   | West Ham United  |
| 6  | HV | Tomáš Kalas                  | 15 tháng 5, 1993 | 28   | 2   | Bristol City     |
| 9  | HV | Tomáš Holeš                  | 31 tháng 3, 1993 | 13   | 2   | Slavia Prague    |
| 17 | HV | David Zima                   | 8 tháng 11, 2000 | 2    | 0   | Slavia Prague    |
| 18 | HV | Jan Bořil                    | 11 tháng 1, 1991 | 27   | 0   | Slavia Prague    |
| 22 | HV | Aleš Matějů                  | 3 tháng 6, 1996  | 4    | 0   | Brescia          |
|    |    |                              |                  |      |     |                  |
| 7  | TV | Antonín Barák                | 3 tháng 12, 1994 | 23   | 6   | Hellas Verona    |
| 8  | TV | Vladimír Darida (đội trưởng) | 8 tháng 8, 1990  | 76   | 8   | Hertha BSC       |
| 12 | TV | Lukáš Masopust               | 12 tháng 2, 1993 | 27   | 2   | Slavia Prague    |
| 13 | TV | Petr Ševčík                  | 4 tháng 5, 1994  | 12   | 0   | Slavia Prague    |
| 14 | TV | Jakub Jankto                 | 19 tháng 1, 1996 | 40   | 4   | Sampdoria        |
| 15 | TV | Tomáš Souček                 | 27 tháng 2, 1995 | 40   | 7   | West Ham United  |
| 21 | TV | Alex Král                    | 19 tháng 5, 1998 | 22   | 2   | Spartak Moscow   |
| 25 | TV | Jakub Pešek                  | 24 tháng 6, 1993 | 2    | 1   | Slovan Liberec   |
| 26 | TV | Michal Sadílek               | 31 tháng 5, 1999 | 2    | 0   | Slovan Liberec   |
|    |    |                              |                  |      |     |                  |
| 10 | TĐ | Patrik Schick                | 24 tháng 1, 1996 | 31   | 16  | Bayer Leverkusen |
| 11 | TĐ | Michael Krmenčík             | 15 tháng 3, 1993 | 33   | 9   | PAOK             |
| 19 | TĐ | Adam Hložek                  | 25 tháng 7, 2002 | 7    | 0   | Sparta Prague    |
| 20 | TĐ | Matěj Vydra                  | 1 tháng 5, 1992  | 39   | 6   | Burnley          |
| 24 | TĐ | Tomáš Pekhart                | 26 tháng 5, 1989 | 23   | 2   | Legia Warsaw     |

### Từng triệu tập
| Vt | Cầu thủ           | Ngày sinh (tuổi)  | Số trận | Bt | Câu lạc bộ     | Lần cuối triệu tập                  |
| -- | ----------------- | ----------------- | ------- | -- | -------------- | ----------------------------------- |
| TM | Filip Nguyễn      | 14 tháng 9, 1992  | 0       | 0  | Slovan Liberec | v. Wales, 30 tháng 3 năm 2021       |
| TM | Ondřej Kolář      | 17 tháng 10, 1994 | 1       | 0  | Slavia Prague  | v. Estonia, 24 tháng 3 năm 2021 INJ |
| TM | Tomáš Koubek      | 26 tháng 8, 1992  | 11      | 0  | FC Augsburg    | v. Slovakia, 18 tháng 11 năm 2020   |
| TM | Jakub Markovič    | 13 tháng 7, 2001  | 0       | 0  | Slavia Prague  | v. Scotland, 7 tháng 9 năm 2020     |
|    |                   |                   |         |    |                |                                     |
| HV | Ondřej Kúdela     | 26 tháng 3, 1987  | 8       | 0  | Slavia Prague  | UEFA Euro 2020 PRE                  |
| HV | Patrizio Stronati | 17 tháng 11, 1994 | 0       | 0  | Baník Ostrava  | v. Wales, 30 tháng 3 năm 2021       |
| HV | Václav Jemelka    | 23 tháng 6, 1995  | 2       | 0  | OH Leuven      | v. Estonia, 24 tháng 3 năm 2021 OTH |
| HV | Filip Novák       | 26 tháng 6, 1990  | 25      | 1  | Fenerbahçe     | v. Slovakia, 18 tháng 11 năm 2020   |
| HV | Roman Hubník      | 6 tháng 6, 1984   | 30      | 3  | Sigma Olomouc  | v. Scotland, 7 tháng 9 năm 2020 RET |
| HV | Jaroslav Zelený   | 20 tháng 8, 1992  | 1       | 0  | Jablonec       | v. Scotland, 7 tháng 9 năm 2020     |
| HV | Šimon Gabriel     | 28 tháng 5, 2001  | 0       | 0  | Mladá Boleslav | v. Scotland, 7 tháng 9 năm 2020     |
| HV | Daniel Holzer     | 18 tháng 8, 1995  | 0       | 0  | Baník Ostrava  | v. Scotland, 7 tháng 9 năm 2020     |
| HV | Jan Juroška       | 2 tháng 3, 1993   | 0       | 0  | Baník Ostrava  | v. Scotland, 7 tháng 9 năm 2020     |
| HV | Ondřej Karafiát   | 1 tháng 12, 1994  | 0       | 0  | Slavia Prague  | v. Scotland, 7 tháng 9 năm 2020     |
|    |                   |                   |         |    |                |                                     |
| TV | David Pavelka     | 18 tháng 5, 1991  | 23      | 1  | Sparta Prague  | v. Wales, 30 tháng 3 năm 2021       |
| TV | Lukáš Provod      | 23 tháng 10, 1996 | 7       | 1  | Slavia Prague  | v. Wales, 30 tháng 3 năm 2021       |
| TV | Tomáš Malínský    | 25 tháng 8, 1991  | 1       | 0  | Slavia Prague  | v. Wales, 30 tháng 3 năm 2021       |
| TV | Bořek Dočkal      | 30 tháng 9, 1988  | 43      | 7  | Sparta Prague  | v. Slovakia, 18 tháng 11 năm 2020   |
| TV | Jan Kopic         | 4 tháng 6, 1990   | 22      | 3  | Viktoria Plzeň | v. Slovakia, 18 tháng 11 năm 2020   |
| TV | Václav Černý      | 17 tháng 10, 1997 | 2       | 0  | Twente         | v. Slovakia, 18 tháng 11 năm 2020   |
| TV | Radim Breite      | 10 tháng 8, 1989  | 1       | 0  | Sigma Olomouc  | v. Scotland, 7 tháng 9 năm 2020     |
| TV | Lukáš Budínský    | 27 tháng 3, 1992  | 1       | 0  | Mladá Boleslav | v. Scotland, 7 tháng 9 năm 2020     |
| TV | Marek Havlík      | 8 tháng 7, 1995   | 1       | 0  | Slovácko       | v. Scotland, 7 tháng 9 năm 2020     |
| TV | Adam Jánoš        | 20 tháng 7, 1992  | 1       | 0  | Baník Ostrava  | v. Scotland, 7 tháng 9 năm 2020     |
| TV | Roman Potočný     | 25 tháng 4, 1991  | 1       | 0  | Baník Ostrava  | v. Scotland, 7 tháng 9 năm 2020     |
| TV | Adam Karabec      | 2 tháng 7, 2003   | 0       | 0  | Sparta Prague  | v. Scotland, 7 tháng 9 năm 2020     |
| TV | Jáchym Šíp        | 22 tháng 1, 2003  | 0       | 0  | Sigma Olomouc  | v. Scotland, 7 tháng 9 năm 2020     |
| TV | Tomáš Solil       | 1 tháng 2, 2000   | 0       | 0  | Pardubice      | v. Scotland, 7 tháng 9 năm 2020     |
| TV | Lukáš Kalvach     | 19 tháng 7, 1995  | 1       | 0  | Viktoria Plzeň | v. Slovakia, 4 tháng 9 năm 2020     |
|    |                   |                   |         |    |                |                                     |
| TĐ | Zdeněk Ondrášek   | 22 tháng 12, 1988 | 7       | 2  | Viktoria Plzeň | v. Slovakia, 18 tháng 11 năm 2020   |
| TĐ | Stanislav Tecl    | 1 tháng 9, 1990   | 6       | 0  | Slavia Prague  | v. Scotland, 7 tháng 9 năm 2020     |
| TĐ | Antonín Růsek     | 22 tháng 3, 1999  | 1       | 0  | Zbrojovka Brno | v. Scotland, 7 tháng 9 năm 2020     |

- INJ = Rút lui vì chấn thương.
- PRE = Đội hình sơ bộ.
- RET = Đã giã từ đội tuyển quốc gia.

### Kỷ lục
Tính đến ngày 4 tháng 9 năm 2016.

Cầu thủ in đậm vẫn còn thi đấu ở đội tuyển quốc gia.

#### Khoác áo nhiều nhất
| #  | Cầu thủ           | Năm khoác áo | Số trận | Số bàn thắng |
| -- | ----------------- | ------------ | ------- | ------------ |
| 1  | Petr Čech         | 2002–2016    | 124     | 0            |
| 2  | Karel Poborský    | 1994–2006    | 118     | 8            |
| 3  | Tomáš Rosický     | 2000–2016    | 105     | 23           |
| 4  | Jaroslav Plašil   | 2004–2016    | 103     | 7            |
| 5  | Milan Baroš       | 2001–2012    | 93      | 41           |
| 6  | Jan Koller        | 1999–2009    | 91      | 55           |
| 6  | Pavel Nedvěd      | 1994–2006    | 91      | 18           |
| 8  | Vladimír Šmicer   | 1993–2005    | 80      | 27           |
| 9  | Tomáš Ujfaluši    | 2001–2009    | 78      | 2            |
| 10 | Marek Jankulovski | 2000–2009    | 77      | 11           |

#### Ghi nhiều bàn thắng nhất
| #  | Cầu thủ           | Năm khoác áo | Số bàn thắng | Số trận |
| -- | ----------------- | ------------ | ------------ | ------- |
| 1  | Jan Koller        | 1999–2009    | 55           | 91      |
| 2  | Milan Baroš       | 2001–2012    | 41           | 93      |
| 3  | Vladimír Šmicer   | 1993–2005    | 27           | 81      |
| 4  | Tomáš Rosický     | 2000–2016    | 23           | 105     |
| 5  | Pavel Kuka        | 1994–2001    | 22           | 63      |
| 6  | Patrik Berger     | 1994–2001    | 18           | 44      |
| 6  | Pavel Nedvěd      | 1994–2006    | 18           | 91      |
| 8  | Vratislav Lokvenc | 1995–2006    | 14           | 74      |
| 9  | Tomáš Necid       | 2008–nay     | 12           | 44      |
| 10 | Marek Jankulovski | 2000–2009    | 11           | 77      |